# Japanagromyza tokunagai
Japanagromyza tokunagai är en tvåvingeart som beskrevs av Mitsuhiro Sasakawa 1953. Japanagromyza tokunagai ingår i släktet Japanagromyza och familjen minerarflugor. Inga underarter finns listade i Catalogue of Life.